# انعطاف الإصبع المستديم
انعطاف الإصبع المستديم (بالإنجليزية: Camptodactyly)‏ هو حالة طبية يحدث فيها انثناء في إصبع أو أكثر بشكل دائم، مما يؤدي إلى تشوه ثابت في المفاصل بين السلاميات القريبة. وغالبا ما يحدث ذلك في الإصبع الخامس (الخنصر).
يمكن أن يحدث انعطاف الإصبع المستديم بسبب اضطراب جيني، وهو سمة جسدية سائدة معروفة بتعبيرها الجيني الغير مكتمل، مما يعني أنه عندما يكون الشخص لديه جينات المرض، قد تظهر الحالة في كلتا يديه، أو إحداهما، وقد لاتظهر. ووُجِدَ أن موضع جينات انعطاف الإصبع المستديم على الكروموسومات هو 3q11.2-q13.12.

## أصل الكلمة
اسم (camptodactyly) مشتق من الكلمات اليونانية القديمة (kamptos ) بمعنى انثناء، و(daktylos) بمعنى إصبع.

## السبب

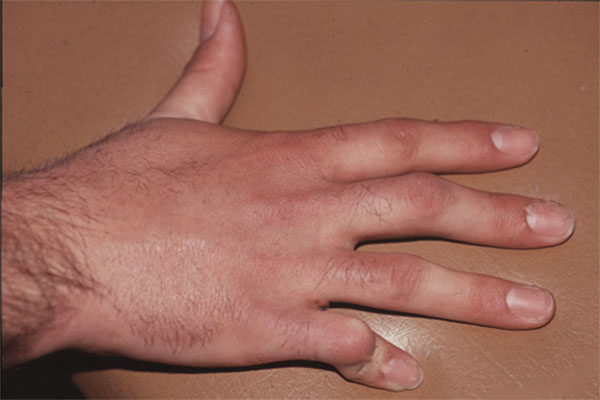
انعطاف إصبع مستديم خلقي في الخنصر

لا يزال السبب المحدد لانعطاف الإصبع المستديم غير معروف، ولكن هناك عدد قليل من أوجه القصور التي تؤدي إلى هذه الحالة، مثل ضعف العضلة الخَراطينِيَّةُ، التي تتحكم في انثناء الأصابع، والتشوهات في الأوتار المثنية والأوتار الباسطة.
وقد يتسبب عدد من المتلازمات الخلقية أيضًا في حدوث انعطاف الإصبع المستديم، مثل:
- متلازمة جاكوبسن
- متلازمة بييلز[5]
- متلازمة بلاو
- متلازمة فريمان-شيلدون
- متلازمة زيلويغر
- متلازمة ويفر
- متلازمة غوردن
- متلازمة مارشال سمث ويفر
- متلازمة خلل التنسج العيني والسني والإصبعي
- متلازمة لويز ديتز
- متلازمة فرينز[6]
- متلازمة مارفان[7]

## أنماط الوراثة
يتم تحديد نمط الوراثة من خلال التعبير المظهري للجين، وهو ما يسمى بالتعبيرية. ويمكن أن ينتقل انعطاف الإصبع المستديم عبر الأجيال بمستويات مختلفة من التعبير المظهري، والتي تشمل كلا اليدين أو يد واحدة فقط، مما يعني أن التعبير الجيني غير مكتمل، ويمكن أن يكون موروث من أي من الوالدين.
وفي معظم الحالات، يحدث انعطاف الإصبع المستديم بشكل فردي، ولكن وُجِدَ في العديد من الدراسات أنه موروث باعتباره سمة وراثية سائدة.

## العلاج

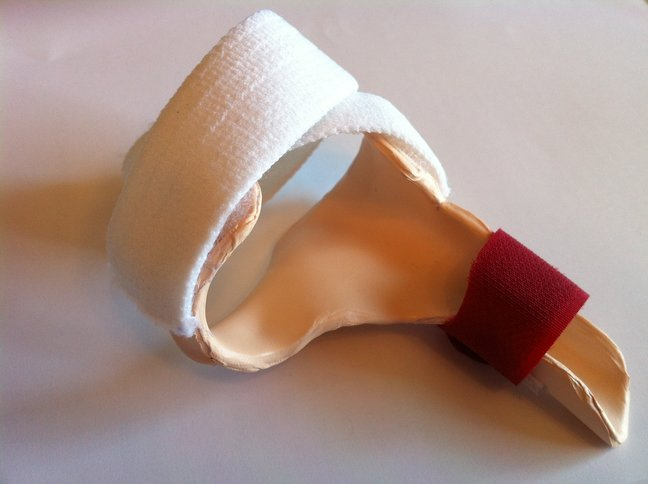
جبيرة لإصبع الخنصر الأيسر لطفل عمره 7 سنوات.

إذا كان الانثناء أقل من 30 درجة، قد لا يتداخل مع الوظيفة الطبيعية. والعلاج الشائع هو الجبيرة والعلاج الوظيفي، بينما الجراحة هي الخيار الأخير لمعظم الحالات، حيث أن النتيجة قد لا تكون مرضية.

## روابط خارجية
- http://www.childrenshospital.org/az/Site644/mainpageS644P0.html
- http://medind.nic.in/maa/t04/i3/maat04i3p227.pdf
- https://www.orthobullets.com/hand/6074/camptodactyly